# Hollywood Raw: The Original Sessions
Hollywood Raw: The Original Sessions è una raccolta degli L.A. Guns, uscito il 26 ottobre 2004 per l'Etichetta discografica Deadline Records.

## Tracce

### CD 1
1. Soho (Lewis) 2:53
2. Nothing to Lose (Cripps, Guns, Lewis, Stoddard) 4:03
3. Bitch Is Back (Black, Cripps, Guns, Lewis, Riley) 2:55
4. Down in the City (Guns, Nickels) 4:02
5. Electric Gypsy (Cripps, Guns, Lewis, Nickels, Riley) 3:24
6. Instrumental 0:37
7. Guilty (Lewis, Rivera) 3:03
8. Hollywood Tease (Collen, Laffy, Lewis) 2:52 (Girl Cover)
9. Sex Action (Black, Guns, Lewis) 3:37
10. Midnight Alibi (Lewis, Phil) 3:30
11. One More Reason (Black, Cripps, Guns, Lewis, Nickels, Riley) 3:35
12. One Way Ticket (Black, Guns) 4:41
13. Shoot for Thrills (Nickels) 4:15 (Sweet Pain Cover)
14. Winter's Fool (Black, Guns) 3:51
15. Alice in the Wasteland (Black, Guns) 4:05

### CD 2
1. Don't Love Me 1:04
2. When Dreams Don't Follow Through 0:46
3. It's Not True 0:24
4. Something Heavy 2:22

## Formazione

### CD 1
- Phil Lewis - voce
- Tracii Guns - chitarra
- Mick Cripps - chitarra
- Kelly Nickels - basso
- Nicky Alexander - batteria

### CD 2
- Michael Jagosz - voce
- Tracii Guns - chitarra
- Ole Beich - basso
- Rob Gardner - batteria